# 東京03の好きにさせるかッ!
『東京03の好きにさせるかッ!』（とうきょうぜろさんのすきにさせるかッ!）は、NHKラジオ第1にて放送されている東京03がパーソナリティを務めるラジオ番組。

## 概要
東京03の冠番組。2016年12月23日に特番として初回が放送され、2019年4月4日にレギュラー放送が開始された。
2021年11月23日、「今日は一日○○三昧」枠にて『今日は一日“東京03のラジオコント”三昧』として、今まで番組で披露されたラジオコントが25本程度放送された。
番組は主にコントパートとトークパートに分けられており、コントパートでは東京03とゲストがユニットコントを披露する。その際の脚本は、普段コントを行う若手芸人や脚本家がゲストの場合はゲストが書き下ろし、俳優、声優、ベテラン芸人、普段コントを行わない若手芸人などがゲストの場合は若手芸人や脚本家が脚本を提供することが多い。

## 放送日時
- レギュラー化後：毎週木曜日20:05頃-20:55
ゴールデンウィーク・お盆休み・年末年始、その他祝日などの特別編成で休止となる場合がある。
年に数度、「スペシャル」と題した拡大版が放送される。その際の放送時間は20:05 - 21:55（ニュースなどによる中断あり）で、ゲストも前半（20時台）・後半（21時台）に分かれて2組登場する。
2019年度までは基本的に毎週新作を放送し、いわゆる「選」（アンコール放送）は原則として行っていなかったが、2020年度の4月16日から6月25日の放送予定分は新型コロナウィルスの発生に伴う緊急事態宣言により新作の放送を中止したため、特番および2019年度のレギュラー放送回を「選」に充当して再放送した。また2022年度から「1クールリクエスト」を3カ月に一度の頻度で実施しており、対象期間の放送回の中でリクエストを最も集めた回を翌月にアンコール放送している（ゲスト登場部分のみ）。

## 出演者

### パーソナリティ
- 東京03（飯塚悟志、角田晃広、豊本明長）

### 語り
- 戸松遥
  - 番組紹介、およびゲスト紹介のナレーションを担当。ゲストとしても複数回出演している。

## コーナー
- イライラエピソード
  - 日常生活の中でイライラが募った話を募集。毎回、オープニング内で1通紹介される。

- 働く大人アカデミー
  - 2024年度までは原則月1回（主に第3週）実施。専門家を招き、政治や経済など「働く大人であれば知っておくべきこと」を学ぶ。2025年度からは2時間スペシャルのときのみ21時台に放送。

## 放送リスト
| 特番      | 特番            | 特番                      | 特番                             | 特番                              | 特番                     | 特番              |
| 回数      | 放送日          | 放送時間                  | ゲスト                           | コントタイトル                    | コント作者               | 備考              |
| --------- | --------------- | ------------------------- | -------------------------------- | --------------------------------- | ------------------------ | ----------------- |
| 特番第1回 | 2016年 12月23日 | 20:05 - 21:55（中断あり） | 井上和香                         | 正しい義理の距離感                | 松原秀                   | [ 注 1 ]          |
| 特番第1回 | 2016年 12月23日 | 20:05 - 21:55（中断あり） | 劇団ひとり                       | 何もしない上司                    | 松原秀                   | [ 注 1 ]          |
| 特番第1回 | 2016年 12月23日 | 20:05 - 21:55（中断あり） | 戸松遥                           | お父さんをどうしよう              | 松原秀                   | [ 注 1 ]          |
| 特番第1回 | 2016年 12月23日 | 20:05 - 21:55（中断あり） | 浜野謙太                         | 部下様、辞めないで                | 松原秀                   | [ 注 1 ]          |
| 特番第2回 | 2017年 5月5日   | 19:20 - 20:55（中断あり） | 伊達みきお（サンドウィッチマン） | ケータイショップにて              | 松原秀                   |                   |
| 特番第2回 | 2017年 5月5日   | 19:20 - 20:55（中断あり） | 泉谷しげる                       | 飲むか、健康か                    | 松原秀                   |                   |
| 特番第2回 | 2017年 5月5日   | 19:20 - 20:55（中断あり） | 花澤香菜                         | スベリハラスメント                | 松原秀                   |                   |
| 特番第3回 | 2018年 5月5日   | 19:20 - 20:55（中断あり） | 小木博明（おぎやはぎ）           | ワンマン社長、そこまで介入するの? | オークラ                 | [ 注 2 ]          |
| 特番第3回 | 2018年 5月5日   | 19:20 - 20:55（中断あり） | 佐藤隆太                         | 年上の部下                        | 松原秀                   | [ 注 2 ]          |
| 特番第3回 | 2018年 5月5日   | 19:20 - 20:55（中断あり） | 水野美紀                         | たまに家事を手伝う夫              | ポテンシャル聡           | [ 注 2 ]          |
| 特番第3回 | 2018年 5月5日   | 19:20 - 20:55（中断あり） | 櫻井孝宏                         | バリアをはる男                    | 松原秀                   | [ 注 2 ]          |
| 特番第3回 | 2018年 5月5日   | 19:20 - 20:55（中断あり） | 水瀬いのり                       | お父さん、お金貸して              | 松原秀                   | [ 注 2 ]          |
| 特番第4回 | 2018年 5月29日  | 20:05 - 21:55（中断あり） | 岡田圭右（ますだおかだ）         | 行けたら行きます                  | ポテンシャル聡           | [ 注 3 ] [ 注 4 ] |
| 特番第4回 | 2018年 5月29日  | 20:05 - 21:55（中断あり） | 林家たい平                       | 好感度が高い田鹿部長              | オークラ                 | [ 注 3 ] [ 注 4 ] |
| 特番第4回 | 2018年 5月29日  | 20:05 - 21:55（中断あり） | 本田翼                           | いいねが欲しい!                   | ポテンシャル聡           | [ 注 3 ] [ 注 4 ] |
| 特番第4回 | 2018年 5月29日  | 20:05 - 21:55（中断あり） | 悠木碧                           | 新幹線にて                        | 松原秀                   | [ 注 3 ] [ 注 4 ] |
| 特番第5回 | 2018年 7月31日  | 20:05 - 21:55（中断あり） | 安めぐみ                         | 夫婦喧嘩のルール                  | ポテンシャル聡           |                   |
| 特番第5回 | 2018年 7月31日  | 20:05 - 21:55（中断あり） | 千葉雄大                         | 上司の苦労自慢                    | ポテンシャル聡           |                   |
| 特番第5回 | 2018年 7月31日  | 20:05 - 21:55（中断あり） | 児嶋一哉（アンジャッシュ）       | 名言を言いたい上司                | あないかずひさ           |                   |
| 特番第5回 | 2018年 7月31日  | 20:05 - 21:55（中断あり） | 早見沙織                         | なに食べる?                       | 松原秀                   |                   |
| 特番第6回 | 2018年 11月23日 | 20:05 - 21:55（中断あり） | 斉藤慎二（ジャングルポケット）   | 熱い反省                          | ポテンシャル聡           |                   |
| 特番第6回 | 2018年 11月23日 | 20:05 - 21:55（中断あり） | 岸井ゆきの                       | どっちが幸せ?                     | あないかずひさ           |                   |
| 特番第6回 | 2018年 11月23日 | 20:05 - 21:55（中断あり） | 内田雄馬                         | かわいすぎる後輩                  | ポテンシャル聡           |                   |
| 特番第6回 | 2018年 11月23日 | 20:05 - 21:55（中断あり） | 大久保佳代子（オアシズ）         | お気に入り                        | あないかずひさ           |                   |
| 特番第7回 | 2019年 1月29日  | 20:05 - 21:55（中断あり） | 大竹まこと（シティーボーイズ）   | 間が空く上司                      | ポテンシャル聡           | [ 注 5 ] [ 注 6 ] |
| 特番第7回 | 2019年 1月29日  | 20:05 - 21:55（中断あり） | 田中みな実                       | 思わせぶりな女                    | あないかずひさ           | [ 注 5 ] [ 注 6 ] |
| 特番第7回 | 2019年 1月29日  | 20:05 - 21:55（中断あり） | バカリズム                       | アイツだけ笑ってない              | 岩崎う大（かもめんたる） | [ 注 5 ] [ 注 6 ] |
| 特番第7回 | 2019年 1月29日  | 20:05 - 21:55（中断あり） | 井口裕香                         | 元気印の闇                        | 松原秀                   | [ 注 5 ] [ 注 6 ] |

| レギュラー（2019年） | レギュラー（2019年） | レギュラー（2019年）             | レギュラー（2019年）           | レギュラー（2019年）       | レギュラー（2019年） |
| 回数                 | 放送日               | ゲスト                           | コントタイトル                 | コント作者                 | 備考                 |
| -------------------- | -------------------- | -------------------------------- | ------------------------------ | -------------------------- | -------------------- |
| 第1回                | 4月4日               | 矢作兼（おぎやはぎ）             | フンイキだけの男               | ポテンシャル聡             | [ 注 7 ]             |
| 第2回                | 4月11日              | 戸松遥                           | かわいい新人が入ってきた!      | 岩崎う大（かもめんたる）   |                      |
| 第3回                | 4月18日              | 春風亭昇太                       | 課長、結婚してください         | あないかずひさ             |                      |
| 第4回                | 4月25日              | 石川界人                         | 若い奴の一大決心               | 岩崎う大（かもめんたる）   | [ 注 8 ]             |
| 第5回                | 5月2日               | 渡辺徹                           | おしどり夫婦の部長             | あないかずひさ             |                      |
| 第6回                | 5月9日               | 田中卓志（アンガールズ）         | 道明寺翼                       | 岩崎う大（かもめんたる）   | [ 注 9 ] [ 注 10 ]   |
| 第7回                | 5月16日              | いとうあさこ                     | もう働くモチベーションがないの | 松原秀                     |                      |
| 第8回                | 5月23日              | 葵わかな                         | できる新人 現るッ!             | ポテンシャル聡             |                      |
| 第9回                | 5月30日              | 岩崎う大（かもめんたる）         | 自意識                         | 岩崎う大（かもめんたる）   |                      |
| 第10回               | 6月13日              | 茅野愛衣                         | 酔う茅野                       | ポテンシャル聡             | [ 注 11 ]            |
| 第11回               | 6月20日              | 三森すずこ                       | 結婚生活の秘密                 | 岩崎う大（かもめんたる）   |                      |
| 第12回               | 6月27日              | 中川剛（中川家）                 | 関西人らしからぬ関西人         | 岩崎う大（かもめんたる）   | [ 注 12 ]            |
| 第13回               | 7月11日              | 梶裕貴                           | のびる男                       | ポテンシャル聡             |                      |
| 第14回               | 7月18日              | 塚地武雅（ドランクドラゴン）     | いい説教・悪い説教             | 上田航平（ゾフィー）       | [ 注 13 ] [ 注 14 ]  |
| 第15回               | 8月8日               | 玉井詩織（ももいろクローバーZ）  | 若きプロジェクトリーダー       | ポテンシャル聡             | [ 注 15 ]            |
| 第16回               | 8月29日              | 江口のりこ                       | 怒られずにはいられない         | あないかずひさ             |                      |
| 第17回               | 9月5日               | 鈴村健一                         | 大袈裟な部下                   | 岩崎う大（かもめんたる）   | [ 注 16 ]            |
| 第18回               | 9月12日              | 松井玲奈                         | 会社が好きでたまらない         | あないかずひさ             |                      |
| 第19回               | 9月26日              | 中川礼二（中川家）               | ごますり契約                   | 上田航平（ゾフィー）       | [ 注 17 ]            |
| 第20回               | 10月3日              | 小島瑠璃子                       | 私、物怖じしないんです         | 岩崎う大（かもめんたる）   |                      |
| 第21回               | 10月17日             | 江上敬子（ニッチェ）             | ブスって言ってよ               | 江上敬子（ニッチェ）       |                      |
| 第22回               | 10月24日             | 内田真礼                         | 内田はハイパー!                | ポテンシャル聡             |                      |
| 第23回               | 10月31日             | 片桐仁                           | うちの社員は芸術家?            | 岩崎う大（かもめんたる）   |                      |
| 第24回               | 11月7日              | 富澤たけし（サンドウィッチマン） | 覚悟を決める日                 | 岩崎う大（かもめんたる）   |                      |
| 第25回               | 11月14日             | 遠藤憲一                         | 課長、怖すぎ問題               | あないかずひさ             |                      |
| 第26回               | 11月21日             | マツモトクラブ                   | 愛のたまり場                   | マツモトクラブ             |                      |
| 第27回               | 11月28日             | 上坂すみれ                       | 普通な人、個性的な人           | 上田航平（ゾフィー）       |                      |
| 第28回               | 12月5日              | 吉村崇（平成ノブシコブシ）       | 豪快な男!                      | 上田航平（ゾフィー）       |                      |
| 第29回               | 12月12日             | 豊崎愛生                         | 謝れる社員                     | 岩崎う大（かもめんたる）   | [ 注 10 ]            |
| 第30回               | 12月19日             | 森田哲矢（さらば青春の光）       | 本格中華恩李王                 | 森田哲矢（さらば青春の光） |                      |
| 第31回               | 12月26日             | 小峠英二（バイきんぐ）           | ツッコミュニケーション         | ポテンシャル聡             |                      |

| レギュラー（2020年） | レギュラー（2020年） | レギュラー（2020年）         | レギュラー（2020年）         | レギュラー（2020年）       | レギュラー（2020年） |
| 回数                 | 放送日               | ゲスト                       | コントタイトル               | コント作者                 | 備考                 |
| -------------------- | -------------------- | ---------------------------- | ---------------------------- | -------------------------- | -------------------- |
| 第32回               | 1月9日               | じろう（シソンヌ）           | 純喫茶ポルドーにて           | じろう（シソンヌ）         |                      |
| 第33回               | 1月16日              | 芳根京子                     | ウソも大事                   | あないかずひさ             |                      |
| 第34回               | 1月23日              | 岡本信彦                     | サラリーマン岡本の秘密       | 岩崎う大（かもめんたる）   | [ 注 18 ]            |
| 第35回               | 1月30日              | ハナコ                       | すごく見られたい人           | 秋山寛貴（ハナコ）         |                      |
| 第36回               | 2月6日               | 細谷佳正                     | 忠誠を誓った男               | 上田航平（ゾフィー）       |                      |
| 第37回               | 2月13日              | 高橋李依                     | 私、傷つきました             | あないかずひさ             |                      |
| 第38回               | 2月20日              | 小島よしお                   | 『とにかくやれ!』という男    | 岩崎う大（かもめんたる）   |                      |
| 第39回               | 2月27日              | 井戸田潤（スピードワゴン）   | 兄貴肌の上司                 | 岩崎う大（かもめんたる）   |                      |
| 第40回               | 3月5日               | 小野賢章                     | オンとオフ                   | 岩崎う大（かもめんたる）   |                      |
| 第41回               | 3月12日              | 田中美里                     | デキる女の憂鬱               | ポテンシャル聡             |                      |
| 第42回               | 3月19日              | 日笠陽子                     | 妙に色っぽい日笠             | ポテンシャル聡             | [ 注 10 ]            |
| 第43回               | 3月26日              | 岩崎う大（かもめんたる）     | 角田くん行きつけの小料理屋   | 岩崎う大（かもめんたる）   | [ 注 10 ]            |
| 第44回               | 4月2日               | 山崎弘也（アンタッチャブル） | 適当な魔人                   | オークラ                   |                      |
| 第45回               | 4月9日               | 雨宮天                       | ネガティブな新入社員         | 岩崎う大（かもめんたる）   |                      |
| 第46回               | 7月2日               | 陣内智則                     | 喫茶店にて                   | ラバーガール               |                      |
| 第47回               | 7月9日               | 佐倉綾音                     | カワイイ女の子は宝           | 岩崎う大（かもめんたる）   |                      |
| 第48回               | 7月16日              | 村川梨衣                     | テンション高めの村川         | ポテンシャル聡             | [ 注 10 ]            |
| 第49回               | 7月23日              | 小沢一敬（スピードワゴン）   | ロマンチスト小沢             | 岩崎う大（かもめんたる）   |                      |
| 第50回               | 7月30日              | ラブレターズ                 | 大人の取材                   | 塚本直樹（ラブレターズ）   |                      |
| 第51回               | 8月6日               | 梅原裕一郎                   | 梅原君はイケメン社長         | 岩崎う大（かもめんたる）   |                      |
| 第52回               | 8月13日              | 鈴村健一 櫻井孝宏            | 特別企画『AD-LIVE』          | 特別企画『AD-LIVE』        | [ 注 19 ]            |
| 第52回               | 8月13日              | サンドウィッチマン           | とある旅館にて               | 岩崎う大（かもめんたる）   | [ 注 19 ]            |
| 第53回               | 8月27日              | ラバーガール                 | 不動産屋                     | ラバーガール               | [ 注 10 ]            |
| 第54回               | 9月3日               | 川島海荷                     | 折れる人、折れない人         | 上田航平（ゾフィー）       |                      |
| 第55回               | 9月10日              | 日野聡                       | 営業成績が上がらない         | ポテンシャル聡             |                      |
| 第56回               | 9月17日              | 加藤英美里                   | 久しぶりの合コン             | おおかわら（鬼ヶ島）       | [ 注 10 ]            |
| 第57回               | 9月24日              | 北乃きい                     | 後悔しない女                 | 岩崎う大（かもめんたる）   |                      |
| 第58回               | 10月1日              | ザ・ギース                   | バンドの解散話               | ザ・ギース                 | [ 注 10 ]            |
| 第59回               | 10月8日              | やさしいズ                   | 同窓会                       | タイ（やさしいズ）         |                      |
| 第60回               | 10月15日             | うるとらブギーズ             | 派遣会社                     | 八木崇（うるとらブギーズ） | [ 注 10 ]            |
| 第61回               | 10月22日             | 空気階段                     | 個室居酒屋                   | 空気階段                   | [ 注 10 ]            |
| 第62回               | 11月5日              | 渡辺正行                     | お開きにしたい奴らの攻防     | 森田哲矢（さらば青春の光） | [ 注 20 ]            |
| 第63回               | 11月12日             | だーりんず                   | オフィス                     | 小田裕一郎（だーりんず）   | [ 注 10 ]            |
| 第64回               | 11月19日             | GAG                          | 飲みの誘い                   | 福井俊太郎（GAG）          | [ 注 21 ]            |
| 第65回               | 11月26日             | 上田航平（ゾフィー）         | 小居酒屋にて                 | 上田航平（ゾフィー）       | [ 注 10 ]            |
| 第66回               | 12月3日              | 広瀬アリス                   | 私のことわかって下さい       | 岩崎う大（かもめんたる）   |                      |
| 第67回               | 12月10日             | 宮野真守                     | 『超絶明るい』の先にあるもの | 森田哲矢（さらば青春の光） |                      |
| 第68回               | 12月17日             | ニューヨーク                 | 同窓会                       | ニューヨーク               |                      |
| 第69回               | 12月24日             | 日高里菜                     | クリスマスホームパーティー   | おおかわら（鬼ヶ島）       |                      |

| レギュラー（2021年） | レギュラー（2021年）                     | レギュラー（2021年）                          | レギュラー（2021年）                     | レギュラー（2021年）                     | レギュラー（2021年）                     |
| 回数                 | 放送日                                   | ゲスト                                        | コントタイトル                           | コント作者                               | 備考                                     |
| -------------------- | ---------------------------------------- | --------------------------------------------- | ---------------------------------------- | ---------------------------------------- | ---------------------------------------- |
| 第70回               | 1月7日                                   | 佐藤栞里                                      | 素直すぎる佐藤                           | ポテンシャル聡                           | [ 注 10 ] [ 注 22 ]                      |
| 第71回               | 1月14日                                  | 上田誠・石田剛太（ヨーロッパ企画）            | 叙述の迷宮                               | 上田誠                                   |                                          |
| 第72回               | 1月21日                                  | 白石美帆                                      | 手作り弁当のワケ                         | 岩崎う大（かもめんたる）                 |                                          |
| 第73回               | 1月28日                                  | アルコ&ピース                                 | AD哀歌                                   | 平子祐希（アルコ&ピース）                |                                          |
| 第74回               | 2月4日                                   | 山崎樹範                                      | 稽古場にて                               | ラバーガール                             |                                          |
| 第75回               | 2月11日                                  | 鬼頭明里                                      | できすぎる後輩                           | タイ（やさしいズ）                       | [ 注 10 ]                                |
| 第76回               | 2月18日                                  | 瀬戸麻沙美                                    | 鍋とわたし                               | 塚本直樹（ラブレターズ）                 |                                          |
| 第77回               | 2月25日                                  | ザ・マミィ                                    | 謎の集まり                               | 林田洋平（ザ・マミィ）                   |                                          |
| 第78回               | 3月4日                                   | 山下健二郎（三代目 J SOUL BROTHERS）          | いじられたい男                           | 上田航平（ゾフィー）                     |                                          |
| 第79回               | 3月11日                                  | 山内健司（かまいたち）                        | 休暇制度                                 | タイ（やさしいズ）                       |                                          |
| 第80回               | 3月18日                                  | 高垣彩陽                                      | 高ぶる高垣                               | ポテンシャル聡                           |                                          |
| 第81回               | 3月25日                                  | トンツカタン                                  | サプライズ                               | 森本晋太郎（トンツカタン）               |                                          |
| 第82回               | 4月1日                                   | 鈴木拓（ドランクドラゴン）                    | なぜか怒られない男                       | ラバーガール                             |                                          |
| 第83回               | 4月8日                                   | パーパー                                      | 男を骨抜きにする女性清掃員               | ほしのディスコ（パーパー）               |                                          |
| 第84回               | 4月15日                                  | 上白石萌音                                    | 明るさの種類                             | 岩崎う大（かもめんたる）                 | [ 注 10 ]                                |
| 第85回               | 4月22日                                  | 吉住                                          | 吉住という女の子                         | 岩崎う大（かもめんたる）                 |                                          |
| 第86回               | 5月6日                                   | 虻川美穂子（北陽）                            | 鼻歌の女                                 | 上田航平（ゾフィー）                     | [ 注 10 ]                                |
| 第87回               | 5月13日                                  | 松本まりか                                    | 入りやすい女                             | ラバーガール                             | [ 注 10 ]                                |
| 第88回               | 5月20日                                  | ファイヤーサンダー                            | マスターの恋愛指南                       | 崎山祐（ファイヤーサンダー）             |                                          |
| 第89回               | 6月3日                                   | きたろう（シティーボーイズ）                  | バリバリ働く副部長                       | 塚本直樹（ラブレターズ）                 | [ 注 10 ] [ 注 23 ]                      |
| 第90回               | 6月10日                                  | 江口拓也                                      | お酒の席での付き合い方                   | タイ（やさしいズ）                       |                                          |
| 第91回               | 6月17日                                  | ヒコロヒー                                    | 大人の対応                               | ヒコロヒー                               | [ 注 10 ]                                |
| 第92回               | 6月24日                                  | 和氣あず未                                    | 面倒な上司                               | 塚本直樹（ラブレターズ）                 |                                          |
| 第93回               | 7月1日                                   | 塙宣之（ナイツ）                              | 彼は我慢ができない                       | 岩崎う大（かもめんたる）                 |                                          |
| 第94回               | 7月8日                                   | 松岡禎丞                                      | 共感する松岡                             | ポテンシャル聡                           |                                          |
| 第95回               | 8月12日                                  | 上白石萌音                                    | オーディション                           | ラバーガール                             | [ 注 6 ] [ 注 24 ]                       |
| 第95回               | 8月12日                                  | バカリズム                                    | 古い体質の職場ですが・・・               | 岩崎う大（かもめんたる）                 | [ 注 6 ] [ 注 24 ]                       |
| 第96回               | 9月9日                                   | 濱家隆一（かまいたち）                        | 街ブラロケ                               | ラバーガール                             |                                          |
| 第97回               | 9月16日                                  | 石川由依                                      | 戦う石川                                 | ポテンシャル聡                           |                                          |
| 第98回               | 9月23日                                  | 根本宗子                                      | おじさんとお寿司                         | 根本宗子                                 |                                          |
| 第99回               | 9月30日                                  | 阿佐ヶ谷姉妹                                  | 清掃姉妹                                 | 塚本直樹（ラブレターズ）                 | [ 注 26 ]                                |
| 第100回              | 10月7日                                  | かが屋                                        | 頭冷やしてこい!                          | かが屋                                   |                                          |
| 第101回              | 10月21日                                 | 山本舞香                                      | 自分が正解だと思っている女               | オークラ                                 | [ 注 27 ]                                |
| 第102回              | 10月22日                                 | ロッチ                                        | なぞなぞ                                 | コカドケンタロウ（ロッチ）               | [ 注 10 ] [ 注 28 ]                      |
| 第103回              | 11月4日                                  | 岡野陽一                                      | 偉くなりたい                             | 岡野陽一                                 | [ 注 10 ]                                |
| 第104回              | 11月11日                                 | 関智一                                        | 商品名会議                               | タイ（やさしいズ）                       |                                          |
| 第105回              | 11月18日                                 | 下野紘                                        | から揚げのファン                         | 塚本直樹（ラブレターズ）                 |                                          |
| EX                   | 『今日は一日“東京03のラジオコント”三昧』 | 『今日は一日“東京03のラジオコント”三昧』      | 『今日は一日“東京03のラジオコント”三昧』 | 『今日は一日“東京03のラジオコント”三昧』 | 『今日は一日“東京03のラジオコント”三昧』 |
| EX                   | 11月23日                                 | 戸松遥 豊崎愛生                               | -                                        | -                                        | [ 注 29 ]                                |
| EX                   | 11月23日                                 | ラバーガール おおかわら（鬼ヶ島）             | -                                        | -                                        | [ 注 29 ]                                |
| EX                   | 11月23日                                 | 佐藤栞里                                      | 娘が結婚する前に                         | 上田航平（ゾフィー）                     | [ 注 29 ]                                |
| EX                   | 11月23日                                 | バカリズム                                    | -                                        | -                                        | [ 注 29 ]                                |
| EX                   | 11月23日                                 | 空気階段                                      | -                                        | -                                        | [ 注 29 ]                                |
| EX                   | 11月23日                                 | 岩崎う大（かもめんたる） 上田航平（ゾフィー） | -                                        | -                                        | [ 注 29 ]                                |
| 第106回              | 12月2日                                  | ファイルーズあい                              | たくましい若手社員                       | ポテンシャル聡                           | [ 注 30 ] [ 注 31 ]                      |
| 第107回              | 12月9日                                  | 竹達彩奈                                      | 思ったことをすぐ口に出しちゃう、という女 | ラバーガール                             |                                          |
| 第108回              | 12月16日                                 | ミキ                                          | 帯コメント                               | 蓮見翔（ダウ90000）                      | [ 注 32 ]                                |
| 第109回              | 12月23日                                 | ビスケットブラザーズ                          | 僕の知らない下着の世界                   | ビスケットブラザーズ                     | [ 注 33 ]                                |

| レギュラー（2022年） | レギュラー（2022年） | レギュラー（2022年）                             | レギュラー（2022年）         | レギュラー（2022年）     | レギュラー（2022年） |
| 回数                 | 放送日               | ゲスト                                           | コントタイトル               | コント作者               | 備考                 |
| -------------------- | -------------------- | ------------------------------------------------ | ---------------------------- | ------------------------ | -------------------- |
| 第110回              | 1月6日               | 斉木しげる（シティーボーイズ）                   | ずっと喫煙所                 | 塚本直樹（ラブレターズ） |                      |
| 第111回              | 1月13日              | 蓮見翔（ダウ90000）                              | 友達のお店                   | 蓮見翔（ダウ90000）      | [ 注 34 ]            |
| 第111回              | 1月13日              | 蓮見翔（ダウ90000）                              | 恋バナ                       | 蓮見翔（ダウ90000）      | [ 注 34 ]            |
| 第112回              | 1月20日              | 寿美菜子                                         | 永年の夢                     | 岩崎う大（かもめんたる） |                      |
| 第113回              | 2月3日               | 蛙亭                                             | 働くってなんだろう           | 蛙亭                     |                      |
| 第114回              | 2月10日              | ファーストサマーウイカ                           | 普通の私が目立つには…        | 岩崎う大（かもめんたる） |                      |
| 第115回              | 2月24日              | 木村昴                                           | 最悪なアトラクション         | ラバーガール             |                      |
| 第116回              | 3月3日               | 福山潤                                           | ほくそ笑むバーテンダー       | 塚本直毅                 |                      |
| 第117回              | 3月10日              | 髙橋ひかる                                       | 忘れてた…                    | 岩崎う大                 |                      |
| 第118回              | 3月17日              | 坂井真紀                                         | 噂の一人歩きと焦るおばちゃん | 根本宗子                 |                      |
| 第119回              | 3月24日              | ミキ                                             | 一言目                       | 蓮見翔（ダウ90000）      | [ 注 35 ]            |
| 第120回              | 3月31日              | ロングコートダディ                               | 地球防衛軍チームD            | ロングコートダディ       | [ 注 35 ]            |
| 第121回              | 4月7日               | 柴田英嗣（アンタッチャブル）                     | ツッコミ過ぎた男             | 上田航平（ゾフィー）     | [ 注 35 ]            |
| 第122回              | 4月14日              | 桜井日奈子                                       | 給湯室の女子高生             | 塚本直毅                 |                      |
| 第123回              | 4月21日              | 浪川大輔                                         | 仕事のやりがい               | タイ（やさしいズ）       |                      |
| 第124回              | 5月5日               | 吉住・ザ・マミィ                                 | 緊張の初回放送               | ラバーガール             |                      |
| 第124回              | 5月5日               | おぎやはぎ                                       | 価格交渉                     | 岩崎う大（かもめんたる） |                      |
| 第125回              | 5月12日              | 古賀葵                                           | 古賀さんも、コミュ症です。   | 塚本直毅                 |                      |
| 第126回              | 5月19日              | 真山りか・中山莉子（私立恵比寿中学）             | 歌うアイスクリーム屋さん     | ラバーガール             |                      |
| 第127回              | 5月26日              | 男性ブランコ                                     | 入社式                       | 男性ブランコ             |                      |
| 第128回              | 6月2日               | マヂカルラブリー                                 | フィットネスクラブ           | 岩崎う大（かもめんたる） | [ 注 35 ]            |
| 第129回              | 6月9日               | 榎木淳弥                                         | 主人公は誰だ?                | 岩崎う大（かもめんたる） |                      |
| 第130回              | 6月16日              | タイムマシーン3号                                | 居酒屋にて                   | タイムマシーン3号        |                      |
| 第131回              | 6月23日              | 板倉俊之（インパルス）                           | 深読みし過ぎた男             | 上田航平（ゾフィー）     |                      |
| 第132回              | 7月7日               | 武井壮                                           | パーソナルトレーナー・武井   | 塚本直毅                 |                      |
| 第133回              | 7月17日              | かもめんたる                                     | 仁義なきCM会議               | 岩崎う大（かもめんたる） |                      |
| 第134回              | 7月21日              | 小松未可子                                       | やってはいけない行為         | 塚本直毅                 |                      |
| 第135回              | 8月4日               | ニッポンの社長                                   | ボートツアー                 | ニッポンの社長           |                      |
| 第136回              | 8月18日              | 柏木ひなた・小林歌穂・風見和香（私立恵比寿中学） | 新人アイドル                 | ラバーガール             | [ 注 36 ]            |
| 第136回              | 8月18日              | 男性ブランコ                                     | 猫と旅館                     | 男性ブランコ             | [ 注 36 ]            |
| 第137回              | 8月25日              | ミキ                                             | 端数                         | 蓮見翔（ダウ90000）      |                      |
| 第138回              | 9月1日               | サスペンダーズ                                   | 婚活パーティー               | サスペンダーズ           | [ 注 35 ]            |
| 第139回              | 9月8日               | 上田誠・永野宗典・中川晴樹（ヨーロッパ企画）     | サラダバー                   | 上田誠                   | [ 注 35 ]            |
| 第140回              | 9月15日              | 千本木彩花                                       | 心理テストの女               | 上田航平（ゾフィー）     |                      |
| 第141回              | 9月22日              | 金の国                                           | 屋上の喫煙所                 | 金の国                   |                      |
| 第142回              | 9月29日              | レインボー                                       | 伝わる思い。今きた俺の青春。 | レインボー（池田直人）   |                      |
| 第143回              | 10月6日              | 朝日奈央                                         | 一発芸の行方                 | 岩崎う大（かもめんたる） |                      |
| 第144回              | 10月13日             | 黒沢ともよ                                       | はじめてのプレゼン           | タイ（やさしいズ）       |                      |
| 第145回              | 10月20日             | わらふぢなるお                                   | 居酒屋                       | わらふぢなるお           |                      |
| 第146回              | 11月10日             | 内田理央                                         | 店員じゃないんかい!          | ラバーガール             | [ 注 35 ]            |
| 第147回              | 11月17日             | 山里亮太                                         | 生まれ変わるんだ             | 塚本直毅                 | [ 注 35 ]            |
| 第148回              | 11月24日             | 田村睦心                                         | 少年の心を忘れるな           | 岩崎う大（かもめんたる） | [ 注 35 ]            |
| 第149回              | 12月1日              | ハイツ友の会                                     | 健康診断                     | ハイツ友の会             |                      |
| 第150回              | 12月8日              | 森川葵                                           | 私のしたたかな作戦           | 塚本直毅                 |                      |
| 第151回              | 12月15日             | ゾフィー                                         | -                            | -                        |                      |
| 第152回              | 12月22日             | ミキ                                             | その日私は                   | 蓮見翔（ダウ90000）      | [ 注 37 ]            |
| 第152回              | 12月22日             | 最高の人間                                       | 恥喰い                       | 岡野陽一                 | [ 注 37 ]            |

| レギュラー（2023年） | レギュラー（2023年） | レギュラー（2023年）                                       | レギュラー（2023年）   | レギュラー（2023年）         | レギュラー（2023年） |
| 回数                 | 放送日               | ゲスト                                                     | コントタイトル         | コント作者                   | 備考                 |
| -------------------- | -------------------- | ---------------------------------------------------------- | ---------------------- | ---------------------------- | -------------------- |
| 第153回              | 1月5日               | ゼンモンキー                                               | 最終面接               | ゼンモンキー                 |                      |
| 第154回              | 1月12日              | もりももこ・小椋大輔・岩崎う大・土屋翔（劇団かもめんたる） | 訳ありホームパーティー | 岩崎う大（かもめんたる）     |                      |
| 第155回              | 1月19日              | 堀江由衣                                                   | サプライズは気を遣う   | 高佐一慈                     | [ 注 38 ]            |
| 第156回              | 2月2日               | 井口浩之（ウエストランド）                                 | さようなら豊本くん     | 岩崎う大（かもめんたる）     | [ 注 39 ]            |
| 第157回              | 2月9日               | ゆってぃ・石川あんな                                       | カフェを開きたい       | ラバーガール                 |                      |
| 第158回              | 2月16日              | 古畑星夏                                                   | 自分に厳しく           | タイ（やさしいズ）           |                      |
| 第159回              | 2月23日              | KAƵMA（しずる）                                            | 大、大、だ～い好き!    | KAƵMA                        |                      |
| 第160回              | 3月2日               | やついいちろう（エレキコミック）                           | 小楠フィットネスクラブ | 塚本直毅                     |                      |
| 第161回              | 3月9日               | おいでやす小田                                             | アンガーマネジメント   | 上田航平                     |                      |
| 第162回              | 4月6日               | 児嶋一哉（アンジャッシュ）                                 | 芸は身を助ける         | 岩崎う大（かもめんたる）     |                      |
| 第163回              | 4月13日              | 堀未央奈                                                   | 結婚式の打ち合わせ     | ラバーガール                 |                      |
| 第164回              | 4月20日              | ゾフィー                                                   | 千羽鶴                 | 上田航平                     |                      |
| 第165回              | 5月11日              | 小原好美                                                   | 私はドジっ子           | タイ（やさしいズ）           |                      |
| 第166回              | 5月18日              | ビスケットブラザーズ                                       | この世界でポピュラーな | ビスケットブラザーズ         |                      |
| 第167回              | 5月25日              | うただ                                                     | 友引の正午             | うただ                       |                      |
| 第168回              | 6月1日               | ミキ、蓮見翔・忽那文香・中島百依子（ダウ90000）            | 昔ちょっと             | 蓮見翔                       | [ 注 38 ]            |
| 第169回              | 6月8日               | 斉藤壮馬                                                   | ジンクス、ダメ、絶対   | 高佐一慈                     |                      |
| 第170回              | 6月15日              | 花澤香菜                                                   | マイペースな女         | 上田航平                     |                      |
| 第171回              | 6月22日              | 村上純（しずる）                                           | おいしい4人            | 村上純                       |                      |
| 第172回              | 6月29日              | 新内眞衣                                                   | 資料がない！           | 塚本直毅                     | [ 注 40 ]            |
| 第173回              | 7月6日               | 百田夏菜子（ももいろクローバーZ）                          | リーダーの素質         | 岩崎う大（かもめんたる）     | [ 注 41 ]            |
| 第174回              | 7月13日              | レインボー                                                 | 家族の試練             | ジャンボたかお（レインボー） |                      |
| 第175回              | 7月20日              | 立花理香                                                   | 京都の夜               | ラバーガール                 |                      |
| 第176回              | 8月3日               | 花守ゆみり                                                 | 沼女                   | 高佐一慈                     |                      |
| 第177回              | 8月24日              | 新内眞衣、塚本直毅                                         | プロポーズ大作戦       | 塚本直毅                     | [ 注 43 ] [ 注 44 ]  |
| 第177回              | 8月24日              | サンドウィッチマン                                         | 見せたい写真           | 上田航平                     | [ 注 43 ] [ 注 44 ]  |
| 第178回              | 8月31日              | 真輝志                                                     | 再会                   | 真輝志                       |                      |
| 第179回              | 9月7日               | 安達祐実                                                   | 試練の女               | 上田航平                     |                      |
| 第180回              | 9月14日              | 立木文彦                                                   | 迷子センター           | ふぢわら（わらふぢなるお）   | [ 注 38 ]            |
| 第181回              | 9月21日              | かが屋                                                     | ロッカールーム         | かが屋                       |                      |
| 第182回              | 9月28日              | 奈緒                                                       | 私のおばあちゃん       | 蓮見翔                       |                      |
| 第183回              | 10月5日              | ライス                                                     | 優柔不断               | ライス                       | [ 注 45 ]            |
| 第184回              | 10月12日             | 徳井青空                                                   | お笑い大好き！         | タイ（やさしいズ）           |                      |
| 第185回              | 10月19日             | ミキ、蓮見翔・園田翔太・飯原僚也・上原佑太（ダウ90000）    | うどん屋はつらいよ！   | 昴生（ミキ）                 |                      |
| 第186回              | 11月9日              | ダウ90000                                                  | 嫌なら全員             | 蓮見翔                       |                      |
| 第187回              | 11月16日             | 久保ユリカ                                                 | ありのままで           | 岩崎う大                     |                      |
| 第188回              | 11月23日             | 相田周二（三四郎）                                         | めくりやすい嘘         | 塚本直毅                     |                      |
| 第189回              | 11月30日             | 爆ノ介                                                     | こんなの初めて         | 爆ノ介                       |                      |
| 第190回              | 12月7日              | 楠木ともり                                                 | 映画館                 | ふぢわら（わらふぢなるお）   | [ 注 38 ]            |
| 第191回              | 12月14日             | 上田航平                                                   | 楽しい思い出づくり     | 上田航平                     |                      |
| 第192回              | 12月21日             | エレキコミック                                             | 噂の映画               | 岩崎う大                     |                      |

| レギュラー（2024年） | レギュラー（2024年） | レギュラー（2024年）                                                     | レギュラー（2024年）           | レギュラー（2024年）       | レギュラー（2024年） |
| 回数                 | 放送日               | ゲスト                                                                   | コントタイトル                 | コント作者                 | 備考                 |
| -------------------- | -------------------- | ------------------------------------------------------------------------ | ------------------------------ | -------------------------- | -------------------- |
| 第193回              | 1月4日               | 戸松遥、茅野愛衣                                                         | エモエモガールズ               | 上田航平                   | [ 注 46 ]            |
| 第193回              | 1月4日               | サルゴリラ                                                               | 甲子園                         | サルゴリラ                 | [ 注 46 ]            |
| 第194回              | 1月11日              | 太田博久（ジャングルポケット）                                           | 昔ながらの居酒屋               | 太田博久                   |                      |
| 第195回              | 1月18日              | 小林千晃                                                                 | 明晰夢                         | 高佐一慈                   |                      |
| 第196回              | 2月1日               | 岩崎う大・槙尾ユウスケ・もりももこ・土屋翔・野口詩央（劇団かもめんたる） | ホームパーティー・ディザスター | 岩崎う大                   |                      |
| 第197回              | 2月8日               | Gパンパンダ                                                              | 二軒目                         | Gパンパンダ                |                      |
| 第198回              | 2月15日              | 吉野裕行                                                                 | 曲者のオーラ                   | 岩崎う大                   |                      |
| 第199回              | 2月22日              | 八木莉可子                                                               | 彼女ができた                   | ラバーガール               |                      |
| 第200回              | 3月7日               | 土屋礼央                                                                 | 万が一の男                     | 上田航平                   |                      |
| 第201回              | 3月14日              | 佐々木彩夏（ももいろクローバーZ）                                        | やる気バランスの女             | 上田航平                   | [ 注 47 ]            |
| 第202回              | 4月4日               | 上田誠・石田剛太・酒井善史（ヨーロッパ企画）                             | グラフィティ                   | 上田誠                     |                      |
| 第203回              | 4月11日              | 大塚明夫                                                                 | 窃盗団                         | ふぢわら（わらふぢなるお） |                      |
| 第204回              | 4月18日              | セルライトスパ                                                           | ラップバトル                   | セルライトスパ             |                      |
| 第205回              | 5月9日               | 西堀亮（マシンガンズ）                                                   | 穴場のお寿司屋さん             | 塚本直毅                   |                      |
| 第206回              | 5月16日              | ミキ、蓮見翔・忽那文香・中島百依子（ダウ90000）                          | ミキ物語                       | 蓮見翔                     | [ 注 48 ]            |
| 第207回              | 5月23日              | 井桁弘恵                                                                 | 婚活パーティー                 | ラバーガール               |                      |
| 第208回              | 5月30日              | 小宮浩信（三四郎）                                                       | 噂の小宮くん                   | 岩崎う大                   |                      |
| 第209回              | 6月6日               | ななまがり                                                               | 無人島                         | ななまがり                 |                      |
| 第210回              | 6月13日              | 隣人                                                                     | 隕石                           | 隣人                       |                      |
| 第211回              | 6月20日              | 宇垣美里                                                                 | 触りましたよね？               | ラバーガール               |                      |
| 第212回              | 6月27日              | しずる                                                                   | 会社                           | KAƵMA                      |                      |
| 第212回              | 6月27日              | しずる                                                                   | 隣人                           | 村上純                     |                      |
| 第213回              | 7月4日               | 佐藤仁美                                                                 | ゴシップの女王                 | 上田航平                   | [ 注 49 ]            |
| 第214回              | 7月11日              | や団                                                                     | 強盗団                         | や団                       |                      |
| 第215回              | 7月18日              | 諸星すみれ                                                               | 俺たちの物語                   | 田所仁                     |                      |
| 第216回              | 8月17日              | 菅良太郎（パンサー）                                                     | コンセプトカフェ               | 菅良太郎                   | [ 注 50 ]            |
| 第217回              | 8月29日              | メトロンズ                                                               | 那須高原                       | KAƵMA                      | [ 注 51 ]            |
| 第217回              | 8月29日              | メトロンズ                                                               | 甲子園                         | 児玉智洋                   | [ 注 51 ]            |
| 第218回              | 9月5日               | ミキ、蓮見翔・忽那文香（ダウ90000）                                      | アリバイ                       | 蓮見翔                     |                      |
| 第219回              | 9月12日              | 河西健吾                                                                 | 交通事故                       | ふぢわら                   |                      |
| 第220回              | 9月19日              | 真輝志                                                                   | 恩返し                         | 真輝志                     |                      |
| 第221回              | 9月26日              | 森口博子                                                                 | スナック                       | 田所仁                     |                      |
| 第222回              | 10月3日              | 破壊ありがとう                                                           | 結婚式                         | 田中机（破壊ありがとう）   | [ 注 53 ]            |
| 第223回              | 10月10日             | 諏訪部順一                                                               | 自信を持つ方法                 | タイ（やさしいズ）         |                      |
| 第224回              | 10月17日             | イノシカチョウ                                                           | ルーキーズ                     | イノシカチョウ             |                      |
| 第225回              | 11月7日              | でか美ちゃん                                                             | さよなら仲井ちゃん             | 岩崎う大                   |                      |
| 第226回              | 11月14日             | マシンガンズ                                                             | 癒しのバー                     | 上田航平                   | [ 注 54 ]            |
| 第227回              | 11月21日             | 本渡楓                                                                   | シェフを呼ぶ                   | 高佐一慈                   |                      |
| 第228回              | 11月28日             | 街裏ぴんく                                                               | ＵＦＯを見た！                 | 田所仁                     |                      |
| 第229回              | 12月5日              | 岩崎う大・槙尾ユウスケ・土屋翔・野口詩央・宮下雄也（劇団かもめんたる）   | 誕生日パーティー               | 岩崎う大                   |                      |
| 第230回              | 12月12日             | ザ・ギース                                                               | 僕の同期                       | 塚本直毅                   |                      |
| 第231回              | 12月19日             | 林原めぐみ                                                               | 前撮り                         | ふぢわら                   |                      |
| 第232回              | 12月26日             | 大塚明夫、立木文彦                                                       | 初めてのＢＡＲ                 | ふぢわら                   | [ 注 56 ]            |
| 第232回              | 12月26日             | ラブレターズ                                                             | 角田家の初日                   | 岩崎う大                   | [ 注 56 ]            |

| レギュラー（2025年） | レギュラー（2025年） | レギュラー（2025年）                | レギュラー（2025年）                      | レギュラー（2025年）    | レギュラー（2025年） |
| 回数                 | 放送日               | ゲスト                              | コントタイトル                            | コント作者              | 備考                 |
| -------------------- | -------------------- | ----------------------------------- | ----------------------------------------- | ----------------------- | -------------------- |
| 第233回              | 1月9日               | 河合優実                            | それ、私にやらせてください                | 上田航平                |                      |
| 第234回              | 1月16日              | 東山奈央                            | 証人のお姉さん                            | 星野光樹（Gパンパンダ） |                      |
| 第235回              | 1月23日              | ななまがり                          | サッカー部勧誘                            | ななまがり              | [ 注 57 ]            |
| 第236回              | 2月6日               | 早見あかり                          | 冗談冗談っ、答えはただ髪を切ってきただけ♡ | 塚本直毅                |                      |
| 第237回              | 2月13日              | 小野大輔                            | 覚悟                                      | ふぢわら                |                      |
| 第238回              | 2月20日              | 石山蓮華                            | 話しておかなきゃいけない事                | 田所仁                  | [ 注 58 ]            |
| 第239回              | 2月27日              | ミキ、蓮見翔・忽那文香（ダウ90000） | 同窓会                                    | 蓮見翔                  |                      |
| 第240回              | 3月6日               | ライス                              | 闇の窃盗団                                | 田所仁                  | [ 注 60 ]            |
| 第241回              | 3月13日              | 今野浩喜                            | 代行サービス                              | ラバーガール            |                      |
| 第242回              | 4月3日               | 松丸友紀                            | 万引きＧメン                              | ラバーガール            |                      |
| 第243回              | 4月10日              | 板倉俊之（インパルス）              | 面接前夜                                  | 板倉俊之                | [ 注 61 ] [ 注 62 ]  |
| 第244回              | 4月17日              | 宮村優子                            | 溢れた日                                  | ふぢわら                |                      |
| 第245回              | 5月8日               | 桑原由気                            | ホームパーティー                          | タイ                    |                      |
| 第246回              | 5月15日              | 尾形貴弘（パンサー）                | 相談                                      | 田所仁                  |                      |
| 第247回              | 5月22日              | ルシファー吉岡                      | 竹馬の友                                  | ルシファー吉岡          |                      |
| 第248回              | 5月29日              | シティホテル3号室                   | 大学生                                    | シティホテル3号室       | [ 注 63 ]            |
| 第249回              | 6月5日               | 破壊ありがとう                      | 部長の葬式                                | 破壊ありがとう          |                      |
| 第250回              | 6月12日              | 潘めぐみ                            | 自分の力を試したくて                      | ふぢわら                |                      |
| 第251回              | 6月19日              | 岡野陽一                            | 馬沢村                                    | 岡野陽一                | [ 注 64 ]            |
| 第252回              | 6月26日              | 白石聖                              | 海の見える温泉宿                          | 上田航平                |                      |
| 第253回              | 7月24日              | 石見舞菜香                          | 完璧な婚約者                              | 星野光樹                |                      |
| 第254回              | 7月31日              | ななまがり                          | UFO                                       | ななまがり              |                      |
| 第255回              | 8月7日               | サルゴリラ                          | ビッグプロジェクト                        | サルゴリラ              | [ 注 65 ]            |

## 関連書籍
- 東京03の好きにさせるかッ! 傑作トーク選（2022年6月16日、竹書房、ISBN 978-4801931046）[5]